# Voile d'étai

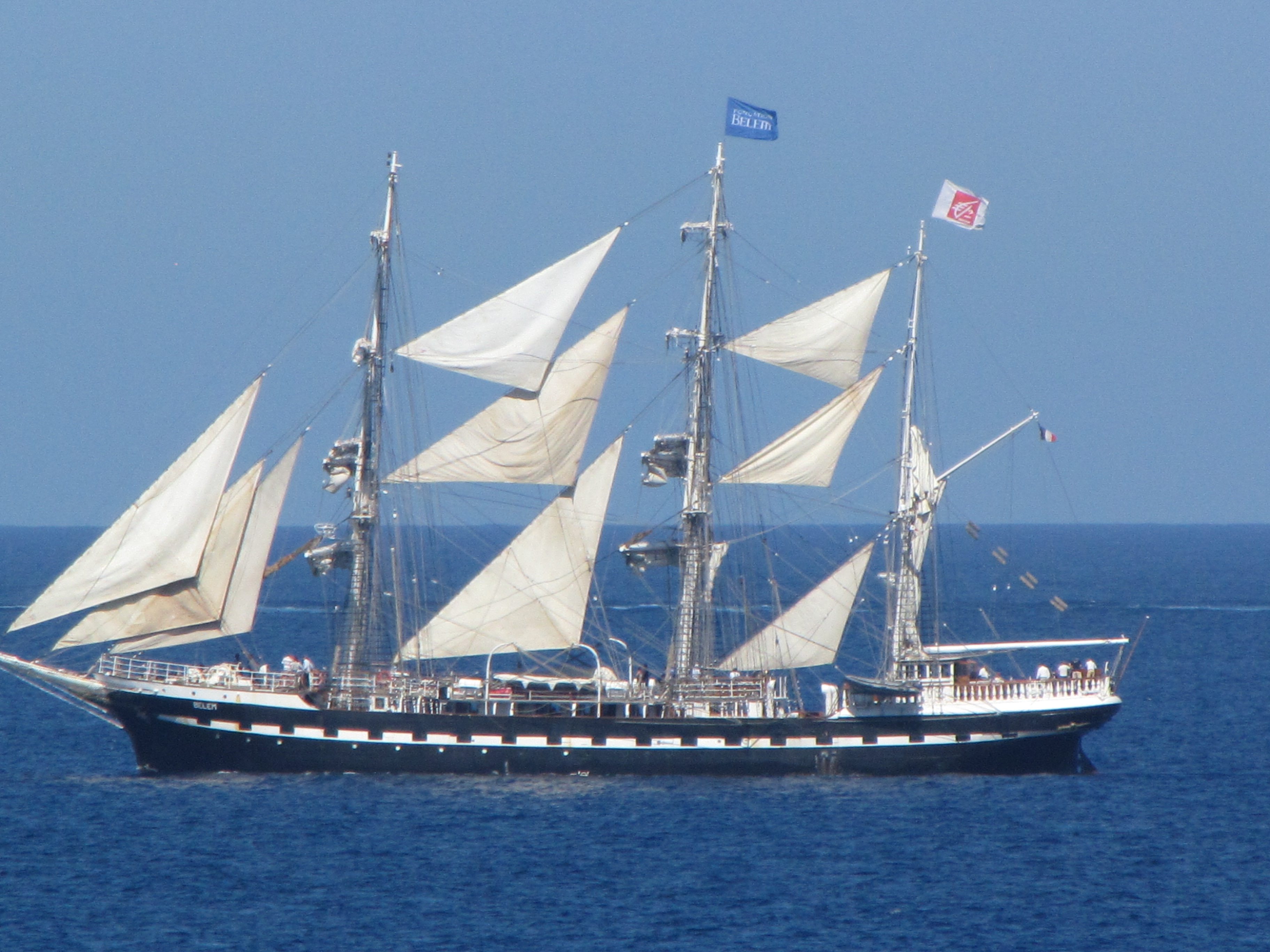
Le Belem avec toutes ses voiles d'étai déployés.

Sur les navires à voile, une voile d'étai (staysail en anglais) est une voile triangulaire ou aurique fixée dans l'axe du navire sur un étai, une drisse ou parfois une vergue. On peut rencontrer des voiles d'étais, à l'avant, à l'arrière ou entre deux mâts d'un navire. 

Elle sert à augmenter la surface de voilure par vent latéral surtout sur les navires à voiles carrées, pénalisés par vent latéral. Comme les voiles d'étai sont très aérodynamiques et manœuvrables et qu'elles peuvent être bordées très plat, ces types de voiles constituent une adaptation moderne du gréement des voiliers traditionnels aux dépens des voiles carrées.

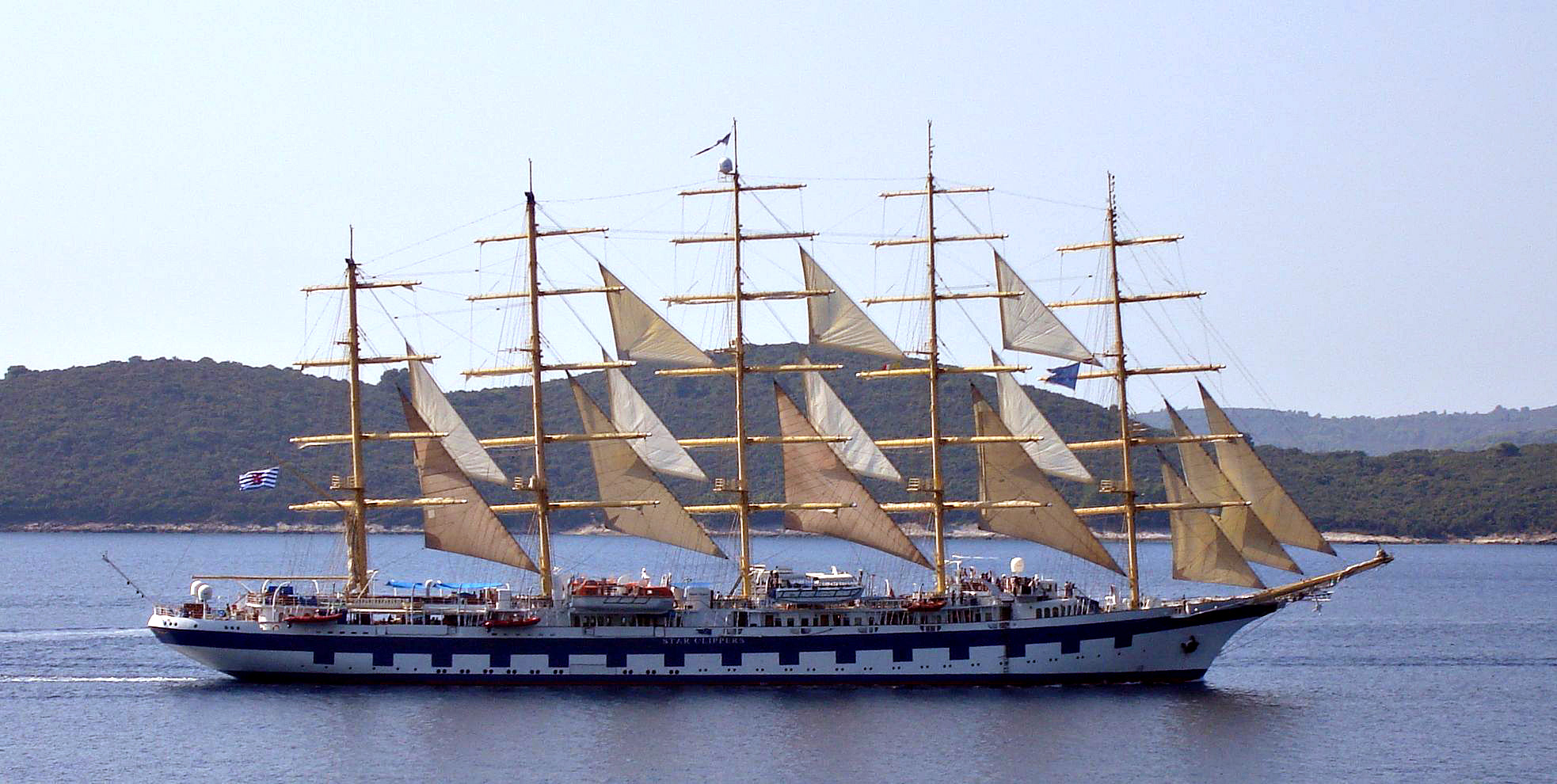
Voile d'étai du SV Royal Clipper (Croatie)

## Constitution
Une voile d'étai est attachée soit sur un angle de la voile, soit tout le long d'une des bordures de voile. Il existe 3 attaches fixes ou mobiles par voile :
- La drisse d'étai : Point mobile ou bordure de voile qui soutient la voile en son point le plus haut. C'est à partir de la drisse d'étai qu'on déploie ou que l'on referme la voile.
- Point d'amure : Point fixe ou mobile qui tend la voile en son point le plus bas.
- Point d'écoute : C'est le point mobile qui permet d'orienter la voile à l'aide d'un cordage (écoute)

## Forme
On distingue 3 sortes, suivant les types d'attaches :
- Voile d'étai volant : Voile triangulaire libre à 3 points d'attache
- Voile d'étai fixe : Voile triangulaire à 2 points d'attache et 1 ligne d'attache sur la toute longueur d'une drisse d'étai
- Voile d'étai trapézoïdale : Voile en trapèze tendue entre le long d'un étai ou d'une vergue et un point d'armure sur un mât.

## Noms des voiles d'étai
Suivant leur position sur un navire, les noms des voiles sont différentes. 

### Voiles d'étai à corne (mât arrière principalement)
Elles sont portées sur l'arrière d'un mât enverguée sur une bôme ou une corne dans l'axe du navire (mat d'artimon ou grand-mât) :
- Le Flèche : voile haute aurique (mât à gréement aurique uniquement)
- La Brigantine[3] : voile aurique soutenue par une bôme située sur le mât arrière

Il existe plus rarement l'équivalent de brigantines (voiles auriques basses montées sur une bôme) sur les autres mâts que le mâts arrière. Elle porte alors le nom de voile goélette. Sur un quatre mâts on parle de voile goélette avant sur le grand-mât avant et de voile goélette arrière pour le grand-mât arrière.

### Voiles d'étai entre les mâts

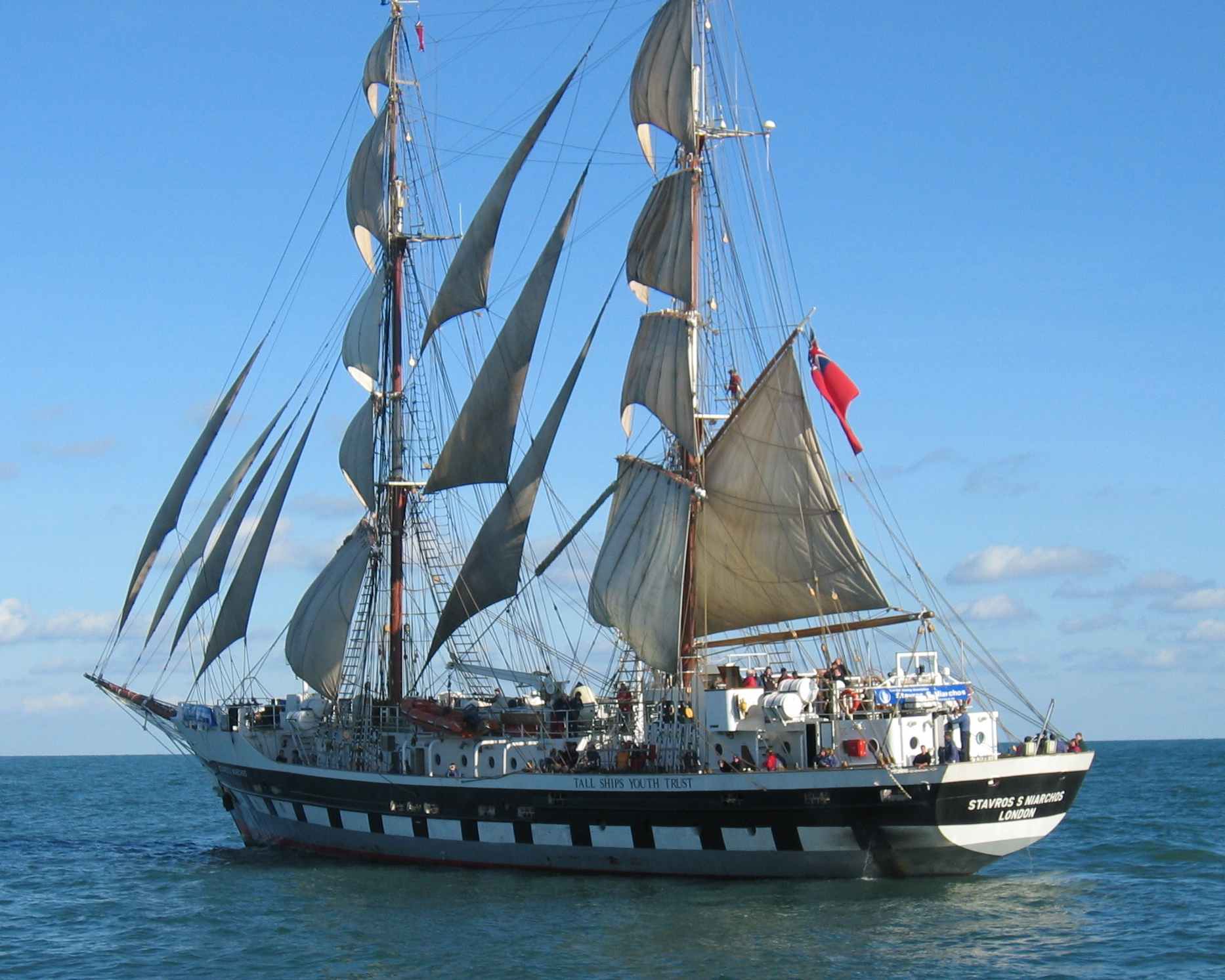
Le Stavros Niarchos, les focs et voiles d'étai entre les mats sont bien visibles ici

Les voiles d'étai entre les mâts ont une drisse d'étai au niveau des vergues et on généralement un point d'armure sur le mât opposé, à un niveau de vergue dessous (par exemple entre le perroquet d'un mât et le hunier du mât a coté).
Voiles d'étai entre les 2 mats arrière : mât d'artimon et grand-mât (cas d'un 3 mats), de la base au sommet :
- Foc d'artimon[3],[5] ou voile d'étai d'artimon[1]
- Marquise[6],[7] ou voile d'étai de perroquet de fougue[1]
- Diablotin[8],[9] ou voile d'étai de perruche[1]
- Voile d'étai de flèche ou voile d'étai de cacatois de perruche (si le mat à une 4e vergue)[1]

Voiles d'étai entre les 2 mâts (cas d'un 2 mâts) ou les deux mâts avant (cas d'un 3 mâts), de la base au sommet :
- Grande voile d'étai aussi appelée charbonnière ou pouillouse
- Contre voile d'étai ou voile d'étai de hune[10] ou voile d'étai de grand hunier[1]
- Fausse voile d'étai ou voile d'étai de perroquet[1]
- Voile d'étai de cacatois (si le mât à une 4e vergue)[1]

### Voile d'étai avant: les focs

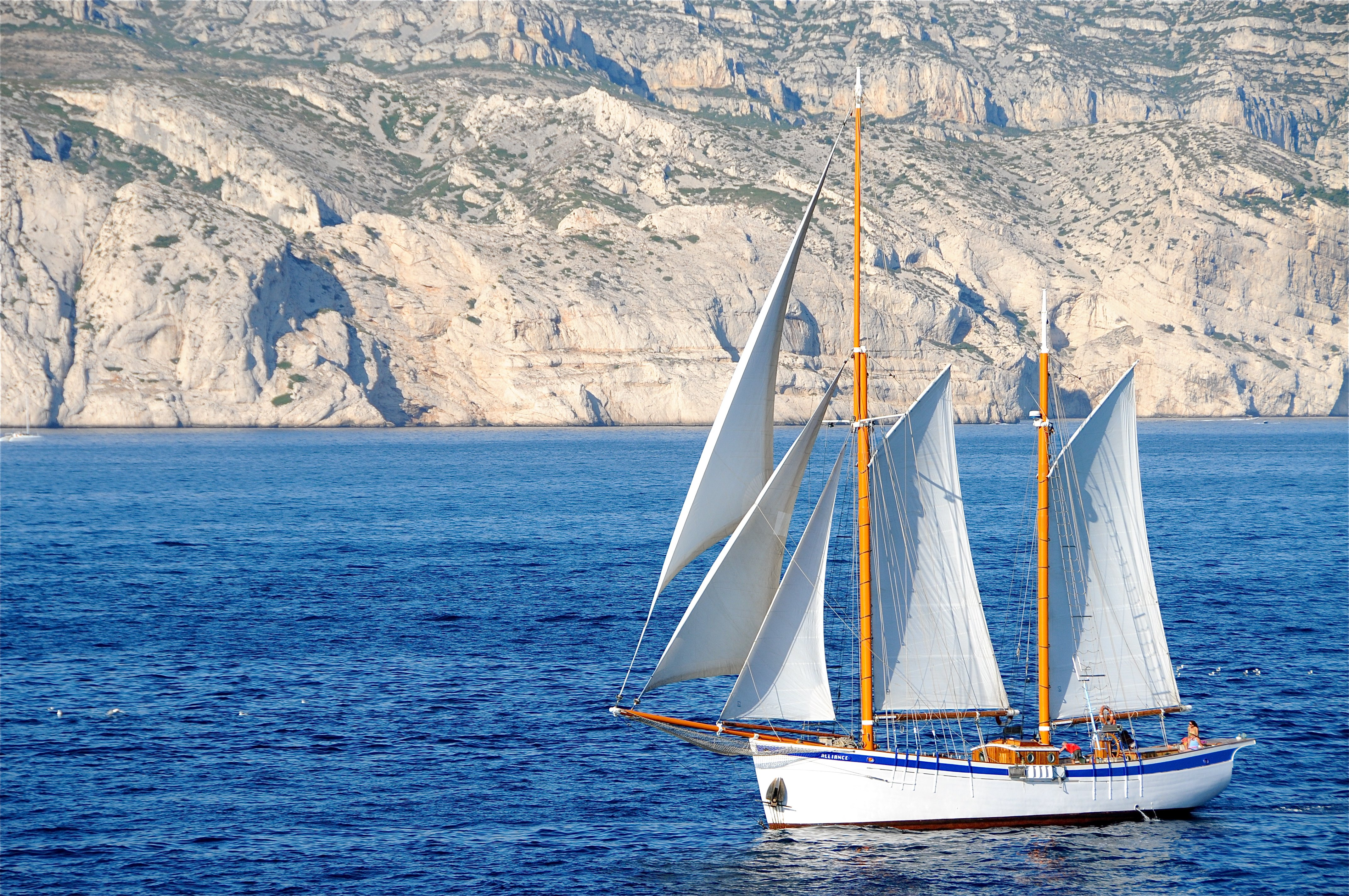
Goélette à 3 focs dans les Calanques en Méditerranée

Les focs sur les gréements modernes sont reliés entre le sommet du mât et l'étrave du navire. Pour les gréements traditionnels, le point d'armure se situe à l'avant ou au milieu du beaupré. On compte entre 1 et 5 focs sur un navire :
- Clinfoc (ou Clin foc, voile la plus à l'avant)[3],[1]
- Grand foc (le plus grand)[3],[1]
- Faux foc ou Second foc[1]
- Petit foc (à l'arrière)[3],[1]
- Trinquette (le plus à l'arrière)[1] parfois monté sur une bôme à l'avant d'un mât[1].

Le foc le plus à l'arrière est souvent appelée la trinquette indépendamment de la suite ci-dessus : On pourra parler par exemple pour un navire à trois focs de Clinfoc, Grand foc et trinquette.
Il existe aussi parfois le Foc en l'air, aussi appelé yankee : foc rarement observé situé à l'avant en partie haute.

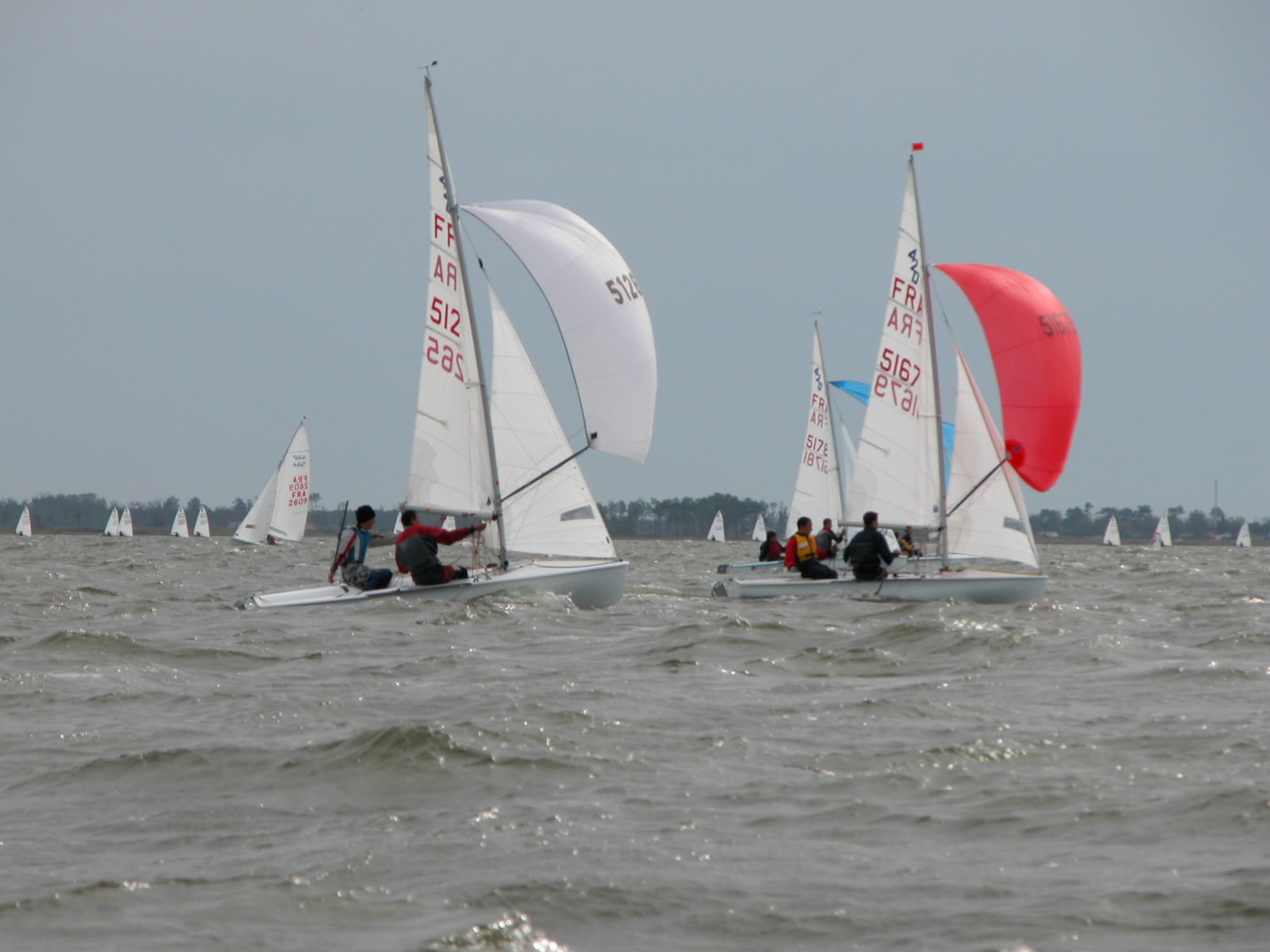
Petits voiliers modernes équipés de spins

Dans les navires modernes de grandes voiles souples appelées "spin" ou spinnaker et gennacker permettent une augmentation de prise au vent par vent arrière.

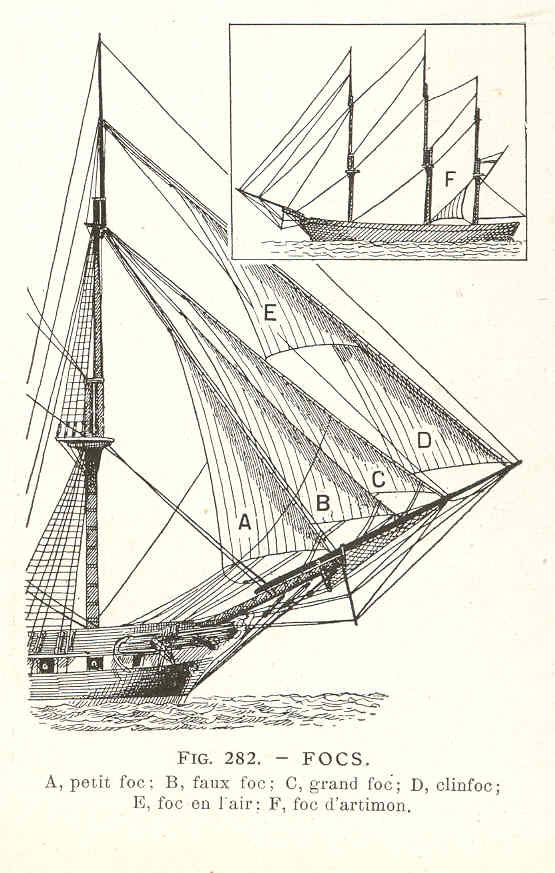
Schéma du nom des focs sur les vieux gréements

## Figure de synthèse
|                             | Nom des voiles d'étais | Noms                                                                           |
| --------------------------- | ---------------------- | ------------------------------------------------------------------------------ |
| Voile d'étai entre les mâts |                        |                                                                                |
| Focs                        |                        | 1. Trinquette 2. Petit foc 3. Faux foc 4. Grand foc 5. Clinfoc 6. Foc en l'air |